# Distretto di Kunturkanki
Il distretto di Kunturkanki è uno degli otto distretti della provincia di Canas, in Perù. Si trova nella regione di Cusco.